# San José de Gracia, San Miguel de Allende
San José de Gracia är en ort i Mexiko.   Den ligger i kommunen San Miguel de Allende och delstaten Guanajuato, i den centrala delen av landet, 240 km nordväst om huvudstaden Mexico City. San José de Gracia ligger 2 122 meter över havet och antalet invånare är 330.
Terrängen runt San José de Gracia är platt åt sydost, men åt nordväst är den kuperad. Runt San José de Gracia är det ganska tätbefolkat, med 96 invånare per kvadratkilometer. Närmaste större samhälle är San Miguel de Allende, 7,3 km sydväst om San José de Gracia. Omgivningarna runt San José de Gracia är en mosaik av jordbruksmark och naturlig växtlighet.